# Mossos d'Esquadra

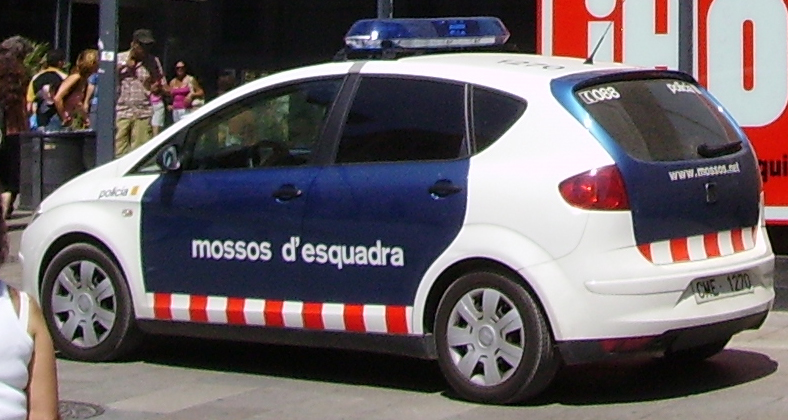
Vozidlo v barvách Mossos d'Esquadra.

Mossos d'Esquadra je název pro regionální policejní sbor, který působí na území Katalánska. Nahradila centrálně spravovanou Civilní gardu. Náklady na provoz policie platí španělská vláda. Mossos má k dispozici okolo 17 000 lidí a v jeho čele stojí major Josep Lluís Trapero Álvarez. Jeho hlavní operační centrum (Complex central) se nachází v Sabadellu.
Regionální policie byla zřízena v Katalánsku již v roce 1950 jako velmi malý ozbrojený sbor. Po pádu režimu Francisco Franco a decentralizaci státu nicméně jeho role vzrostla. Organizace se stala rovněž civilní policejní silou. V letech 1994 až 2008 nahradil Mossos na území Katalánska španělskou policii. Katalánská policie podléhá od roku 1980 přímo katalánské vládě. 
Během protestů, souvisejících s hospodářskou krizí ve Španělsku na počátku 21. století byl Mossos kritizován ze strany španělských úřadů za nadměrné užití síly.

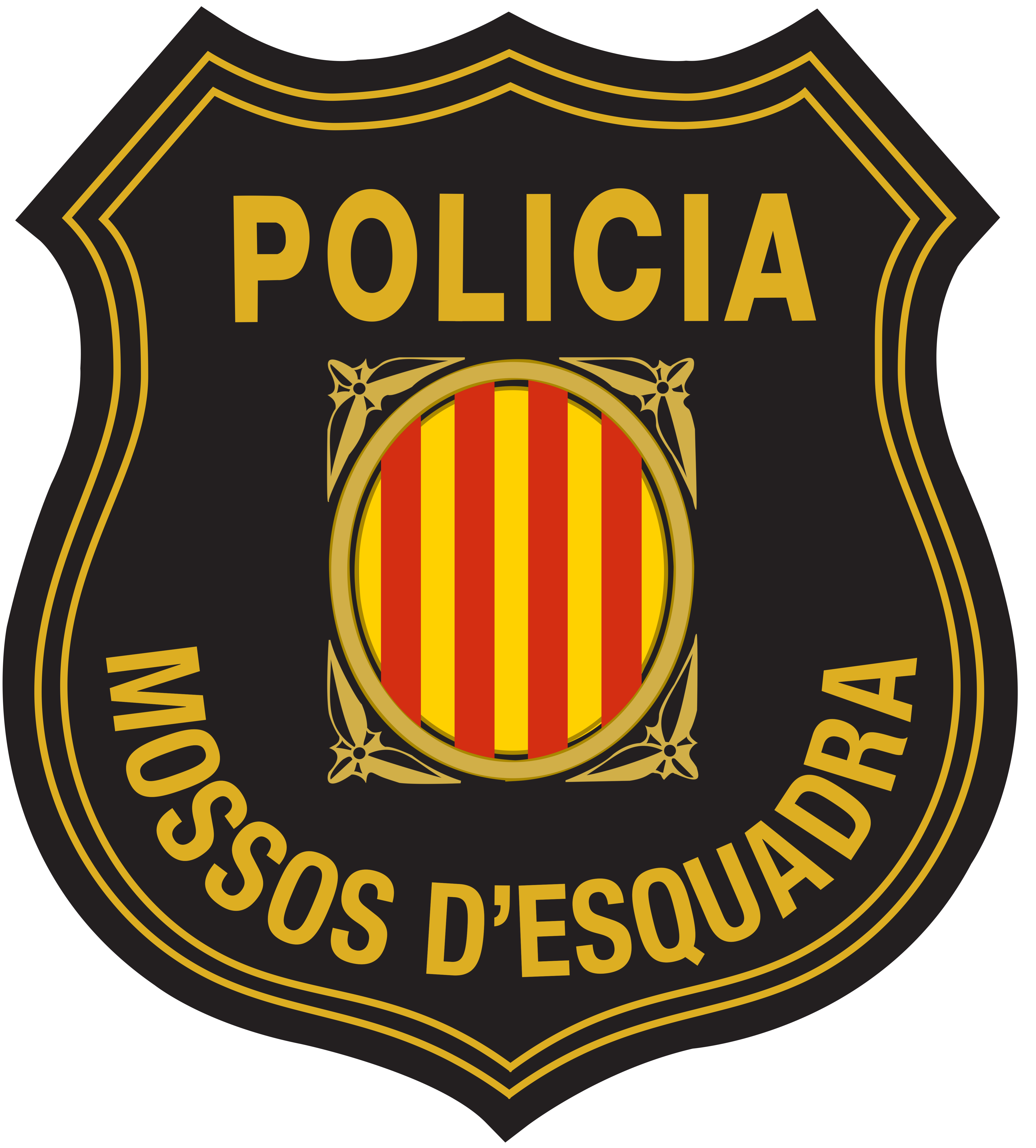
policejní štít

V roce 2017 dostal Mossos za úkol od španělské vlády zabránit konání referenda o nezávislosti Katalánska, které je dle názoru španělského ústavního soudu nelegální. Přestože některé jednotky Mossosu uzavřely řadu volebních místností, nezabránily konání referenda na území celého Katalánska. Následně byl proto major policie Trapero obviněn španělskými státními zástupci z trestného činu pobuřování a zrady, neboť měl neuposlechnout přímý rozkaz.